# Albert Moser (Orgelbauer)

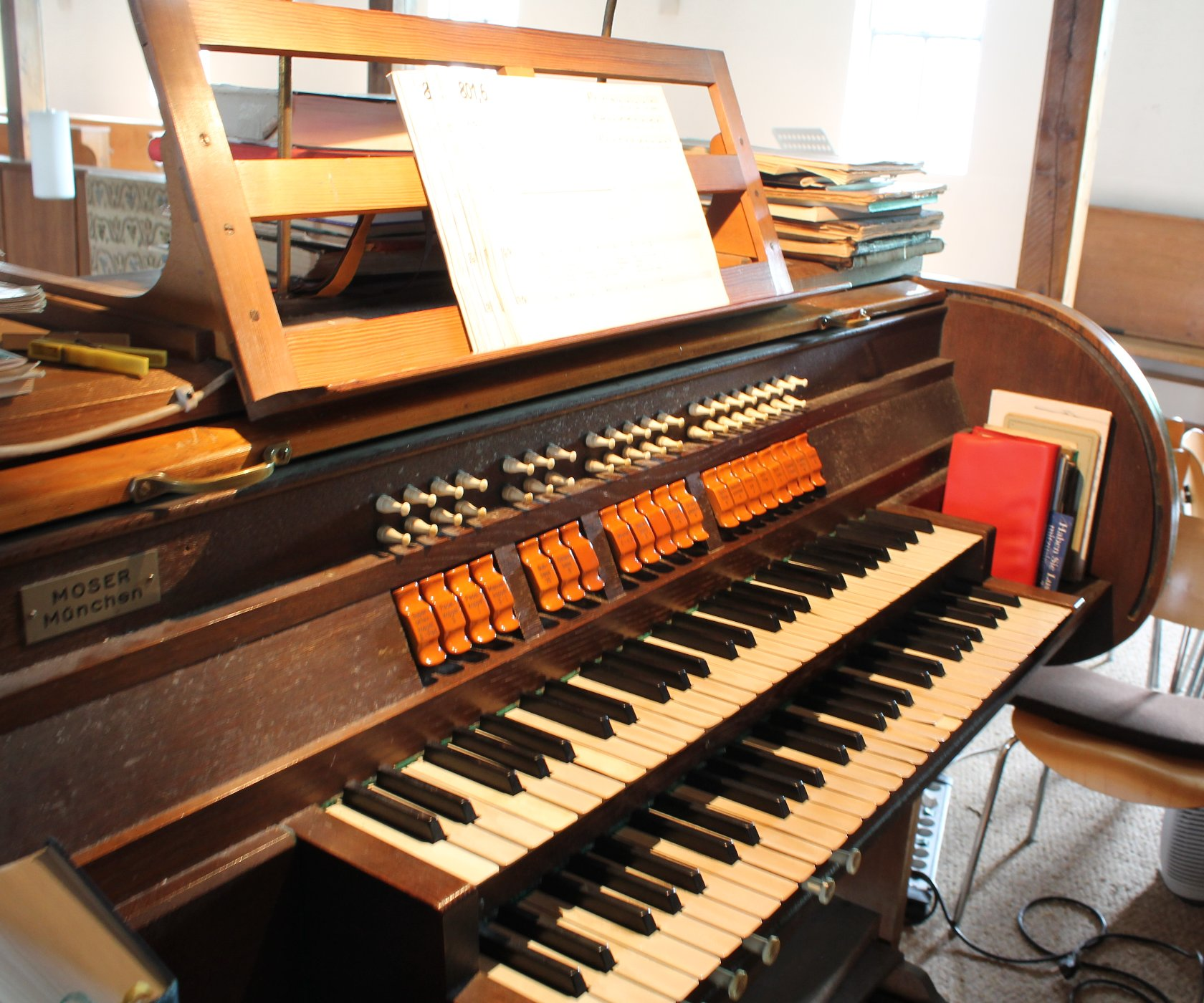
Spieltisch der Moser-Orgel der Münchner Gustav-Adolf-Kirche

Albert Moser (* 15. April 1878 in Luzern; † 1960 in München) war ein Orgelbauer.

## Leben und Werk
Albert Moser arbeitete ab 1904 bei Franz Borgias Maerz in München. Nach dem Tod von Maerz machte er sich 1910 zusammen mit Leopold Nenninger (Nenninger & Moser) selbständig. Nach dem Ersten Weltkrieg trennte er sich von Nenninger und führte den Betrieb eigenständig.
Die 1915 entstandene Orgel von St. Margaret in München war von bahnbrechender Bedeutung im Sinne der elsässischen Orgelreform. Die Orgeln hatten zumeist Kegelladen mit elektrischer bzw. pneumatischer Traktur. Ein besonderes Kennzeichen waren ihr neubarocker Klangaufbau mit hohen Aliquoten und reichhaltigen Mixturen.
In Altomünster baute Moser 1919 als erster ein Register None 8/9'.
Obwohl seine Werkstatt in der Lindwurmstraße 70a im Zweiten Weltkrieg einem Luftangriff zum Opfer gefallen war, baute er auch danach noch weitere Orgeln. 1955 gab er seinen Betrieb aus Altersgründen auf.

## Werkliste (Nenninger & Moser, 1910–1917)
| Jahr    | Ort           | Gebäude           | Bild | Manuale | Register | Bemerkungen |
| ------- | ------------- | ----------------- | ---- | ------- | -------- | --- |
| 1913    | Otterfing     | St. Georg         |      | II/P    | 12 (13)  | 1984 Elektrifizierung und Umdisponierung durch Nenninger                                                                                   |
| 1913    | Antholing     | St. Georg         |      | II/P    | 12       | |
| um 1913 | Algasing      | Mariä Himmelfahrt |      | II/P    | 15       | |
| 1914    | Altfraunhofen | St. Nikolaus      |      | II/P    | 21       | Prospekt von Joseph Schweinacher von 1799                                                                                                  |
| 1914    | Günzlhofen    | St. Margareth     |      | II/P    | 18       | |
| 1915    | München       | St. Margaret      |      | III/P   | 57       | Neubau von Anton Schwenk 1955 unter Verwendung von ca. 22 Registern aus der alten Orgel. 2020 Reorganisation durch die Orgelbaufirma Klais |

## Werkliste (Albert Moser, ab 1917)
| Jahr      | Ort                            | Gebäude                          | Bild | Manuale | Register | Bemerkungen |
| --------- | ------------------------------ | -------------------------------- | ---- | ------- | -------- | --- |
| 1917      | Freising                       | St. Johannes                     |      | II/P    | 13       | |
| 1919      | Altomünster                    | Klosterkirche                    |      | II/P    | 33       | 1986 durch einen Neubau mit II/25 von Hubert Sandtner ersetzt. Das Bild zeigt die im Orgelzentrum Valley erhaltene Spielanlage von 1919 mit dem Register None.                                                          |
| 1920      | Freising                       | Ehemalige Lehrerbildungsanstalt  |      | II/P    | 10       | |
| 1920      | Furth (Niederbayern)           | St. Sebastian                    |      | II/P    | 10       | 1966 Umdisponierung durch Weise |
| 1920      | Sachsenkam                     | Kloster Reutberg                 |      | II/P    | 13       | |
| 1921      | Bergkirchen                    | St. Johann Baptist               |      | II/P    | 16       | 1972 durch einen Neubau von Anton Staller |
| 1922      | New Norcia (Western Australia) | Abbey Church of the Holy Trinity |      | II/P    | 35       | [ 2 ] [ 3 ] |
| 1923      | Blöcktach                      | St. Wolfgang                     |      | II/P    | 10       | |
| 1924      | München                        | Leiden Christi                   |      | III/P   | 20       | Teilausbau (geplant waren III/66); 1964 Neubau hinter dem alten Moser-Prospekt durch Josef Zeilhuber mit III/39. |
| 1925      | München                        | Dreifaltigkeitskirche            |      | II/P    | ??       | 1985 ersetzt durch Neubau von Claudius Winterhalter. |
| 1926      | München                        | Matthäuskirche                   |      | III/P   | 74       | nicht erhalten Informationen |
| 1927      | Sydney (Australien)            | St. Joseph’s Convent             |      | II/P    | 14       | [ 5 ] |
| 1932–1934 | Einsiedeln                     | Kloster Einsiedeln               |      | III/P   | 108      | Auf vier Standorte im Kirchenraum verteilt. Die Orgel war das größte Werk und das Aushängeschild für Moser. 1988/94 durch Neubauten von Mathis ersetzt. Spieltisch der Frühamtsorgel im Orgelzentrum Valley erhalten.   |
| 1935      | Elberfeld                      | Alte reformierte Kirche          |      | III/P   | 50       | Unter Verwendung des Prospekts und einiger Pfeifen der Orgel von Johann Friedrich Schulze von 1847. Im Zweiten Weltkrieg zerstört.                                                                                      |
| 1936      | München                        | Gustav-Adolf-Kirche              |      | II/P    | 13       | → Orgel |
| 1937      | Scheinfeld                     | Mariä Himmelfahrt                |      | II/P    | 29       | |
| 1938      | München-Schwabing              | Erlöserkirche                    |      | III/P   | 48       | Umbau/Erweiterung der Steinmeyer-Orgel → Orgel; 1962 von Schmid weiter umgebaut und vergrößert |
| 1938      | Gößweinstein                   | Wallfahrtskirche                 |      | II/P    | 42       | 1987 ins Orgelzentrum Valley. |
| 1938      | Grünwald                       | Thomaskirche                     |      | II/P    | 10       | 1992 durch die heutige Heintz-Orgel ersetzt. |
| 1939      | München-Trudering              | Friedenskirche                   |      | II/P    | ??       | 1976 durch die heutige Steinmeyer-Orgel ersetzt, wobei zahlreiches Pfeifenwerk wiederverwendet wurde. |
| 1940      | München-Neuaubing              | Adventskirche                    |      | II/P    | 17       | Unter Verwendung von älterem Material der ehemaligen Steinmeyer-Orgel der Himmelfahrtskirche Pasing. |
| 1952      | München-Lehel                  | Pfarrkirche St. Anna             |      | III/P   | ??       | 1980 durch die heutige Klais-Orgel ersetzt. |
| 1955      | München                        | St. Andreas                      |      | III/P   | 40       | 1972 Umbau durch Gerhard Schmid. → Orgel |
| 1955      | München                        | Mariahilfkirche                  |      | III/P   | 64       | Aufgrund des Todes von Albert Moser wurde die Orgel erst 1960 durch die Firma Späth fertiggestellt. 1975 durch einen Neubau von Gerhard Schmid ersetzt, dabei wurde das Pfeifenwerk nahezu vollständig wiederverwendet. |